# Epelsiban
Epelsiban (INN, USAN, tên mã GSK-557,296-B) là một loại thuốc sinh học bằng đường uống có tác dụng như chất đối vận thụ thể oxytocin. Thuốc này đang được GlaxoSmithKline phát triển để điều trị xuất tinh sớm ở nam giới và như một tác nhân để tăng cường cấy phôi dâu hoặc phôi nang ở phụ nữ trải qua chuyển phôi hoặc phôi nang liên quan đến thụ tinh trong ống nghiệm (IVF). Epelsiban có ái lực cao với thụ thể oxytocin (Ki = 0,13 nM) với độ chọn lọc> 31.000 lần so với các thụ thể vasopressin liên quan.